# Anchovy
Anchovy – miasto  na Jamajce wchodzące w skład regionu Saint James. Według spisu ludności z 1991 roku miasto zamieszkiwało 3 633 osoby. Według szacowanych danych na rok 2010 w miejscowości mieszka 4 269 osób.
W mieście znajduje się stacja kolejowa.